# Saint-Cassien (Isère)
Saint-Cassien é uma comuna francesa na região administrativa de Auvérnia-Ródano-Alpes, no departamento de Isère. Estende-se por uma área de 5,67 km². Em 2010 a comuna tinha 1 198 habitantes (densidade: 211,3 hab./km²).